# 연성동
연성동(蓮城洞)은 대한민국 경기도 시흥시의 행정동이다.

## 개요
연성동은 조선 초기 문신이자 농학자인 강희맹 선생이 명나라에서 전당의 붉은 연꽃 열매를 가져와 관곡지(하중동 208번지 소재)에 처음 재배하여 널리 퍼지자 세조가 안산군의 이름을 연성군이라 한 데서 유래하였다. 시흥시의 중심부에 위치한 행정의 중심지로 인구의 60%가 30대의 젊은 층을 형성하고 있는 도시로 기존의 택지개발지역과 농촌지역이 공존하고 있으며, 현재 장현택지개발사업과 서해선, 신안산선, 월곶-판교선 전철 등 국책사업이 추진되고 있는 지역이다.

## 법정동
- 하중동
- 하상동
- 광석동
- 장현동

## 교육
- 연성초등학교
- 장현초등학교
- 연성중학교
- 장곡고등학교
- 시흥고등학교
- 시흥가온초등학교
- 시흥가온중학교

## 문화
- 관곡지 (향토유적 제8호)
- 시흥연꽃테마파크

## 아파트
| 단지명                         | 건설사                         | 시행사                 | 주소                    | 입주        | 비고 |
| ------------------------------ | ------------------------------ | ---------------------- | ----------------------- | ----------- | ---- |
| 연꽃마을 대우삼호              | ㈜대우 건설부문 ㈜삼호         | ㈜대우 건설부문 ㈜삼호 | 관곡지로 222 (하상동)   | 1999년 11월 |      |
| 연꽃마을 금호타운              | 아시아나항공㈜ 건설부문        | 금호건설               |                         | 1999년 5월  |      |
| 관곡마을 동아                  | ㈜동아건설산업                 | ㈜동아건설산업         |                         | 2000년 5월  |      |
| 관곡마을 성원                  | 성원산업개발㈜                 | ㈜한빌건설             |                         | 1999년 10월 |      |
| 하중 참이슬                    | ㈜금강종합건설 경남기업 ㈜신성 |                        |                         | 1999년 10월 |      |
| 새재마을 대동청구              | ㈜청구                         | 대동개발㈜             |                         | 1999년 8월  |      |
| 시흥장현 호반써밋              | 호반건설                       | 호반건설               | 장현순환로 58 (장현동)  | 2020년 7월  |      |
| 능곡역 모아미래도 에듀포레     | 모아건설산업㈜                 | ㈜대영아이에스디       | 장현순환로 81 (장현동)  | 2020년 7월  |      |
| 시흥장현 제일풍경채 에듀       | ㈜제일건설 ㈜제이아이건설      | ㈜시흥장현오피에프브이 | 장현순환로 111 (장현동) | 2020년 7월  |      |
| 능곡역 장현 리슈빌 FIRST CLASS | 계룡건설산업                   | 계룡건설산업           | 장현순환로 130 (장현동) | 2020년 7월  |      |
| 시흥시청역 동원로얄듀크        | 동원개발                       | ㈜디에스주택산업       | 시흥대로 404 (광석동)   | 2020년 4월  |      |